# Velledopsis tanganycae
Velledopsis tanganycae är en skalbaggsart som beskrevs av Stefan von Breuning 1969. Velledopsis tanganycae ingår i släktet Velledopsis och familjen långhorningar. Inga underarter finns listade i Catalogue of Life.